# Gazprom-RusVelo
Gazprom-RusVelo (Kod UCI: GAZ) – rosyjska zawodowa grupa kolarska istniejąca w latach 2012–2022. Od początku istnienia należała do dywizji UCI Professional Continental Teams. Sponsorem tytularnym grupy był rosyjski koncern energetyczny Gazprom.
W marcu 2022 licencja zespołowi została cofnięta przez UCI po rosyjskiej inwazji na Ukrainę. W wyniku utraty sponsorów grupa zawiesiła swoją działalność.

## Nazwa grupy w poszczególnych latach
| lata      | nazwa           |
| --------- | --------------- |
| 2012–2015 | RusVelo         |
| 2016–2022 | Gazprom-RusVelo |

## Sezony

### 2022

#### Skład
| Skład drużyny 2022                | Skład drużyny 2022   | Skład drużyny 2022 | Skład drużyny 2022                      |
| Imię i nazwisko                   | Data urodzenia       | Państwo            | Poprzednia grupa                        |
| --------------------------------- | -------------------- | ------------------ | --------------------------------------- |
| Marco Canola (1 sty–1 mar)        | 26 grudnia 1988      | Włochy             | Nippo-Vini Fantini-Faizanè (2019)       |
| Nikołaj Czerkasow (1 sty–1 mar)   | 26 września 1996     | Rosja              | Gazprom-RusVelo U23 (2017)              |
| Siergiej Czerniecki (1 sty–1 mar) | 9 kwietnia 1990      | Rosja              | Caja Rural-Seguros RGA (2019)           |
| Nicola Conci (1 sty–1 mar)        | 5 stycznia 1997      | Włochy             | Trek-Segafredo (2021)                   |
| José Manuel Díaz (1 sty–1 mar)    | 18 stycznia 1995     | Hiszpania          | Delko (2021)                            |
| Alessandro Fedeli (1 sty–1 mar)   | 2 marca 1996         | Włochy             | Delko (2021)                            |
| Pawieł Koczetkow (1 sty–1 mar)    | 7 marca 1986         | Rosja              | CCC Team (2020)                         |
| Michael Kukrle (1 sty–29 mar)     | 17 listopada 1994    | Czechy             | Elkov-Kasper (2021)                     |
| Eirik Lunder (1 sty–1 mar)        | 9 czerwca 1999       | Norwegia           | Team Coop (2021)                        |
| Matteo Malucelli (1 sty–1 mar)    | 20 października 1993 | Włochy             | Androni Giocattoli-Sidermec (2021)      |
| Dienis Niekrasow (1 sty–1 mar)    | 19 lutego 1997       | Rosja              | Marathon-Tula (2017)                    |
| Artiom Nycz (1 sty–1 mar)         | 21 marca 1995        | Rosja              | Russian Helicopters (2014)              |
| Andrea Piccolo (1 sty–1 mar)      | 23 marca 2001        | Włochy             | GSC Viris Vigevano Lomellina (2021)     |
| Piotr Rikunow (1 sty–1 mar)       | 24 lutego 1997       | Rosja              | Caja Rural-Seguros RGA (2018)           |
| Kevin Rivera (1 sty–1 mar)        | 28 czerwca 1998      | Kostaryka          | Bardiani CSF Faizanè (2021)             |
| Iwan Rowny (1 sty–1 mar)          | 30 września 1987     | Rosja              | Tinkoff (2016)                          |
| Christian Scaroni (1 sty–1 mar)   | 16 października 1997 | Włochy             | Équipe continentale Groupama-FDJ (2019) |
| Dmitrij Strachow (1 sty–1 mar)    | 17 maja 1995         | Rosja              | Katusha-Alpecin (2019)                  |
| Mathias Vacek (1 sty–1 mar)       | 12 czerwca 2002      | Czechy             | Team F.lli Giorgi ASD (2020)            |
| Ilnur Zakarin (1 sty–6 cze)       | 15 września 1989     | Rosja              | CCC Team (2020)                         |
| Giovanni Carboni (1 sty–1 mar)    | 31 sierpnia 1995     | Włochy             | Bardiani CSF Faizanè (2021)             |
|                                   |                      |                    |                                         |
| Źródło: ProCyclingStats           |                      |                    |                                         |

#### Zwycięstwa
| Zwycięstwa | Zwycięstwa               | Zwycięstwa                   | Zwycięstwa | Zwycięstwa       | Zwycięstwa |
| Data       | Wyścig                   | Państwo                      | Kategoria  | Zwycięzca        |            |
| ---------- | ------------------------ | ---------------------------- | ---------- | ---------------- | ---------- |
| 10 lut     | Tour of Antalya, 1. etap | Turcja                       | 2.1        | Matteo Malucelli |            |
| 25 lut     | UAE Tour, 6. etap        | Zjednoczone Emiraty Arabskie | 2.UWT      | Mathias Vacek    |            |

### 2021

#### Skład
| Skład drużyny 2021                        | Skład drużyny 2021   | Skład drużyny 2021 | Skład drużyny 2021                      |
| Imię i nazwisko                           | Data urodzenia       | Państwo            | Poprzednia grupa                        |
| ----------------------------------------- | -------------------- | ------------------ | --------------------------------------- |
| Igor Bojew                                | 22 listopada 1989    | Rosja              | Itera-Katusha (2012)                    |
| Marco Canola                              | 26 grudnia 1988      | Włochy             | Nippo-Vini Fantini-Faizanè (2019)       |
| Nikołaj Czerkasow                         | 26 września 1996     | Rosja              | Gazprom-RusVelo U23 (2017)              |
| Siergiej Czerniecki                       | 9 kwietnia 1990      | Rosja              | Caja Rural-Seguros RGA (2019)           |
| Damiano Cima                              | 13 września 1993     | Włochy             | Nippo-Vini Fantini-Faizanè (2019)       |
| Imerio Cima                               | 29 października 1997 | Włochy             | Nippo-Vini Fantini-Faizanè (2019)       |
| Pawieł Koczetkow                          | 7 marca 1986         | Rosja              | CCC Team (2020)                         |
| Roman Kreuziger                           | 6 maja 1986          | Czechy             | NTT Pro Cycling (2020)                  |
| Anton Kuzmin                              | 20 listopada 1996    | Kazachstan         | Astana City (2019)                      |
| Wiaczesław Kuzniecow                      | 24 czerwca 1989      | Rosja              | Katusha-Alpecin (2019)                  |
| Dienis Niekrasow                          | 19 lutego 1997       | Rosja              | Marathon-Tula (2017)                    |
| Artiom Nycz                               | 21 marca 1995        | Rosja              | Russian Helicopters (2014)              |
| Piotr Rikunow                             | 24 lutego 1997       | Rosja              | Caja Rural-Seguros RGA (2018)           |
| Iwan Rowny                                | 30 września 1987     | Rosja              | Tinkoff (2016)                          |
| Christian Scaroni                         | 16 października 1997 | Włochy             | Équipe continentale Groupama-FDJ (2019) |
| Jewgienij Szałunow                        | 8 stycznia 1992      | Rosja              | Lokosphinx (2015)                       |
| Dmitrij Strachow                          | 17 maja 1995         | Rosja              | Katusha-Alpecin (2019)                  |
| Mathias Vacek                             | 12 czerwca 2002      | Czechy             | Team F.lli Giorgi ASD (2020)            |
| Simone Velasco                            | 2 grudnia 1995       | Włochy             | Neri Sottoli-Selle Italia-KTM (2019)    |
| Ilnur Zakarin                             | 15 września 1989     | Rosja              | CCC Team (2020)                         |
| Fredrik Dversnes (1 sie–31 gru, stażysta) | 20 marca 1997        | Norwegia           | Team Coop (2021)                        |
| Riccardo Lucca (1 sie–31 gru, stażysta)   | 24 lutego 1997       | Włochy             | Gazprom-RusVelo (2021)                  |
| Eirik Lunder (1 sie–31 gru, stażysta)     | 9 czerwca 1999       | Norwegia           | Team Coop (2021)                        |
|                                           |                      |                    |                                         |
| Źródło: ProCyclingStats                   |                      |                    |                                         |

#### Zwycięstwa
| Zwycięstwa | Zwycięstwa                        | Zwycięstwa | Zwycięstwa | Zwycięstwa     | Zwycięstwa |
| Data       | Wyścig                            | Państwo    | Kategoria  | Zwycięzca      |            |
| ---------- | --------------------------------- | ---------- | ---------- | -------------- | ---------- |
| 20 cze     | Mistrzostwa Rosji – start wspólny | Rosja      | CN         | Artiom Nycz    |            |
| 19 sie     | Tour du Limousin, 3. etap         | Francja    | 2.1        | Simone Velasco |            |
| 12 wrz     | Okolo Jižních Čech, 4. etap       | Czechy     | 2.2        | Damiano Cima   |            |

### 2020

#### Skład
| Skład drużyny 2020                         | Skład drużyny 2020   | Skład drużyny 2020 | Skład drużyny 2020                      |
| Imię i nazwisko                            | Data urodzenia       | Państwo            | Poprzednia grupa                        |
| ------------------------------------------ | -------------------- | ------------------ | --------------------------------------- |
| Igor Bojew                                 | 22 listopada 1989    | Rosja              | Itera-Katusha (2012)                    |
| Marco Canola                               | 26 grudnia 1988      | Włochy             | Nippo-Vini Fantini-Faizanè (2019)       |
| Nikołaj Czerkasow                          | 26 września 1996     | Rosja              | Gazprom-RusVelo U23 (2017)              |
| Siergiej Czerniecki                        | 9 kwietnia 1990      | Rosja              | Caja Rural-Seguros RGA (2019)           |
| Damiano Cima                               | 13 września 1993     | Włochy             | Nippo-Vini Fantini-Faizanè (2019)       |
| Imerio Cima                                | 29 października 1997 | Włochy             | Nippo-Vini Fantini-Faizanè (2019)       |
| Jauhienij Karalok (1 sie–31 gru, stażysta) | 9 czerwca 1996       | Białoruś           | Minsk Cycling Club (2020)               |
| Władisław Kulikow                          | 8 lipca 1996         | Rosja              |                                         |
| Aleksandr Kulikowskij                      | 2 stycznia 1997      | Rosja              | Gazprom-RusVelo U23 (2018)              |
| Stiepan Kurjanow                           | 7 grudnia 1996       | Rosja              | Gazprom-RusVelo U23 (2017)              |
| Anton Kuzmin                               | 20 listopada 1996    | Kazachstan         | Astana City (2019)                      |
| Wiaczesław Kuzniecow                       | 24 czerwca 1989      | Rosja              | Katusha-Alpecin (2019)                  |
| Dienis Niekrasow                           | 19 lutego 1997       | Rosja              | Marathon-Tula (2017)                    |
| Artiom Nycz                                | 21 marca 1995        | Rosja              | Russian Helicopters (2014)              |
| Piotr Rikunow                              | 24 lutego 1997       | Rosja              | Caja Rural-Seguros RGA (2018)           |
| Iwan Rowny                                 | 30 września 1987     | Rosja              | Tinkoff (2016)                          |
| Aleksiej Rybałkin                          | 16 listopada 1993    | Rosja              | Lokosphinx (2015)                       |
| Christian Scaroni                          | 16 października 1997 | Włochy             | Équipe continentale Groupama-FDJ (2019) |
| Jewgienij Szałunow                         | 8 stycznia 1992      | Rosja              | Lokosphinx (2015)                       |
| Dmitrij Strachow                           | 17 maja 1995         | Rosja              | Katusha-Alpecin (2019)                  |
| Simone Velasco                             | 2 grudnia 1995       | Włochy             | Neri Sottoli-Selle Italia-KTM (2019)    |
|                                            |                      |                    |                                         |
| Źródło: ProCyclingStats                    |                      |                    |                                         |

#### Zwycięstwa
| Zwycięstwa | Zwycięstwa | Zwycięstwa | Zwycięstwa | Zwycięstwa | Zwycięstwa |
| Data       | Wyścig     | Państwo    | Kategoria  | Zwycięzca  |            |
| ---------- | ---------- | ---------- | ---------- | ---------- | ---------- |

### 2019

#### Skład
| Skład drużyny 2019                       | Skład drużyny 2019   | Skład drużyny 2019 | Skład drużyny 2019                     |
| Imię i nazwisko                          | Data urodzenia       | Państwo            | Poprzednia grupa                       |
| ---------------------------------------- | -------------------- | ------------------ | -------------------------------------- |
| Ildar Arsłanow                           | 6 kwietnia 1994      | Rosja              | Itera-Katusha (2014)                   |
| Igor Bojew                               | 22 listopada 1989    | Rosja              | Itera-Katusha (2012)                   |
| Nikołaj Czerkasow                        | 26 września 1996     | Rosja              | Gazprom-RusVelo U23 (2017)             |
| Aleksandr Jewtuszenko (1 sty–30 cze)     | 30 czerwca 1993      | Rosja              | Lokosphinx (2018)                      |
| Jewgienij Kobierniak                     | 24 stycznia 1995     | Rosja              | Gazprom-RusVelo U23 (2017)             |
| Władisław Kulikow                        | 8 lipca 1996         | Rosja              |                                        |
| Aleksandr Kulikowskij                    | 2 stycznia 1997      | Rosja              | Gazprom-RusVelo U23 (2018)             |
| Aleksiej Kurbatow (1 sty–1 lip)          | 9 maja 1994          | Rosja              | Russian Helicopters (2014)             |
| Stiepan Kurjanow                         | 7 grudnia 1996       | Rosja              | Gazprom-RusVelo U23 (2017)             |
| Dienis Niekrasow                         | 19 lutego 1997       | Rosja              | Marathon-Tula (2017)                   |
| Artiom Nycz                              | 21 marca 1995        | Rosja              | Russian Helicopters (2014)             |
| Aleksandr Porsiew                        | 21 lutego 1986       | Rosja              | Katusha (2016)                         |
| Piotr Rikunow                            | 24 lutego 1997       | Rosja              | Caja Rural-Seguros RGA (2018)          |
| Iwan Rowny                               | 30 września 1987     | Rosja              | Tinkoff (2016)                         |
| Aleksiej Rybałkin                        | 16 listopada 1993    | Rosja              | Lokosphinx (2015)                      |
| Jewgienij Szałunow                       | 8 stycznia 1992      | Rosja              | Lokosphinx (2015)                      |
| Siergiej Szyłow                          | 6 lutego 1988        | Rosja              | Lokosphinx (2017)                      |
| Mamyr Stasz                              | 4 maja 1993          | Rosja              | Lokosphinx (2018)                      |
| Aleksandr Własow                         | 23 kwietnia 1996     | Rosja              | Viris Maserati-Sisal Matchpoint (2017) |
| Anton Worobjow                           | 12 października 1990 | Rosja              | Katusha (2016)                         |
|                                          |                      |                    |                                        |
| Źródła: ProCyclingStats Cycling Quotient |                      |                    |                                        |

#### Zwycięstwa
| Zwycięstwa | Zwycięstwa                    | Zwycięstwa | Zwycięstwa | Zwycięstwa       | Zwycięstwa |
| Data       | Wyścig                        | Państwo    | Kategoria  | Zwycięzca        |            |
| ---------- | ----------------------------- | ---------- | ---------- | ---------------- | ---------- |
| 12 lip     | Österreich-Rundfahrt, 6. etap | Austria    | 2.1        | Aleksandr Własow |            |

### 2018

#### Skład
| Skład drużyny 2018                             | Skład drużyny 2018 | Skład drużyny 2018 | Skład drużyny 2018                     |
| Imię i nazwisko                                | Data urodzenia     | Państwo            | Poprzednia grupa                       |
| ---------------------------------------------- | ------------------ | ------------------ | -------------------------------------- |
| Ildar Arsłanow                                 | 6 kwietnia 1994    | Rosja              | Itera-Katusha (2014)                   |
| Igor Bojew                                     | 22 listopada 1989  | Rosja              | Itera-Katusha (2012)                   |
| Nikołaj Czerkasow                              | 26 września 1996   | Rosja              | Gazprom-RusVelo U23 (2017)             |
| Siergiej Firsanow                              | 3 lipca 1982       | Rosja              | Itera-Katusha (2011)                   |
| Aleksandr Foliforow                            | 8 marca 1992       | Rosja              | Itera-Katusha (2014)                   |
| Jewgienij Kobierniak                           | 24 stycznia 1995   | Rosja              | Gazprom-RusVelo U23 (2017)             |
| Dmitrij Kozonczuk                              | 5 kwietnia 1984    | Rosja              | Katusha (2016)                         |
| Stiepan Kurjanow                               | 7 grudnia 1996     | Rosja              | Gazprom-RusVelo U23 (2017)             |
| Siergiej Łagutin                               | 14 stycznia 1981   | Rosja              | Katusha (2016)                         |
| Roman Majkin                                   | 14 sierpnia 1990   | Rosja              | Itera-Katusha (2010)                   |
| Artiom Nycz                                    | 21 marca 1995      | Rosja              | Russian Helicopters (2014)             |
| Aleksandr Porsiew                              | 21 lutego 1986     | Rosja              | Katusha (2016)                         |
| Iwan Rowny                                     | 30 września 1987   | Rosja              | Tinkoff (2016)                         |
| Aleksiej Rybałkin                              | 16 listopada 1993  | Rosja              | Lokosphinx (2015)                      |
| Jewgienij Szałunow                             | 8 stycznia 1992    | Rosja              | Lokosphinx (2015)                      |
| Siergiej Szyłow                                | 6 lutego 1988      | Rosja              | Lokosphinx (2017)                      |
| Nikołaj Trusow                                 | 2 lipca 1985       | Rosja              | Tinkoff (2016)                         |
| Aleksandr Własow                               | 23 kwietnia 1996   | Rosja              | Viris Maserati-Sisal Matchpoint (2017) |
| Władisław Kulikow (1 sie–31 gru, stażysta)     | 8 lipca 1996       | Rosja              |                                        |
| Aleksandr Kulikowskij (1 sie–31 gru, stażysta) | 2 stycznia 1997    | Rosja              | Gazprom-RusVelo U23 (2018)             |
| Dienis Niekrasow (1 sie–31 gru, stażysta)      | 19 lutego 1997     | Rosja              | Marathon-Tula (2017)                   |
|                                                |                    |                    |                                        |
| Źródła: ProCyclingStats Cycling Quotient       |                    |                    |                                        |

#### Zwycięstwa
| Zwycięstwa      | Zwycięstwa                                       | Zwycięstwa | Zwycięstwa | Zwycięstwa       | Zwycięstwa |
| Data            | Wyścig                                           | Państwo    | Kategoria  | Zwycięzca        |            |
| --------------- | ------------------------------------------------ | ---------- | ---------- | ---------------- | ---------- |
| 16 czerwca 2018 | Giro Ciclistico d’Italia, klasyfikacja generalna | Włochy     | 2.2U       | Aleksandr Własow |            |
| 1 lip           | Mistrzostwa Rosji – start wspólny                | Rosja      | CN         | Iwan Rowny       |            |

### 2017

#### Skład
| Skład drużyny 2017                                        | Skład drużyny 2017   | Skład drużyny 2017 | Skład drużyny 2017         |
| Imię i nazwisko                                           | Data urodzenia       | Państwo            | Poprzednia grupa           |
| --------------------------------------------------------- | -------------------- | ------------------ | -------------------------- |
| Ildar Arsłanow                                            | 6 kwietnia 1994      | Rosja              | Itera-Katusha (2014)       |
| Igor Bojew                                                | 22 listopada 1989    | Rosja              | Itera-Katusha (2012)       |
| Pawieł Brutt                                              | 29 stycznia 1982     | Rosja              | Tinkoff (2016)             |
| Artur Jerszow                                             | 7 marca 1990         | Rosja              | Lokomotiv (2009)           |
| Siergiej Firsanow                                         | 3 lipca 1982         | Rosja              | Itera-Katusha (2011)       |
| Aleksandr Foliforow                                       | 8 marca 1992         | Rosja              | Itera-Katusha (2014)       |
| Dmitrij Kozonczuk                                         | 5 kwietnia 1984      | Rosja              | Katusha (2016)             |
| Siergiej Łagutin                                          | 14 stycznia 1981     | Rosja              | Katusha (2016)             |
| Roman Majkin                                              | 14 sierpnia 1990     | Rosja              | Itera-Katusha (2010)       |
| Siergiej Nikołajew                                        | 5 lutego 1988        | Rosja              | Itera-Katusha (2015)       |
| Artiom Nycz                                               | 21 marca 1995        | Rosja              | Russian Helicopters (2014) |
| Artiom Owieczkin                                          | 11 lipca 1986        | Rosja              | Katusha (2011)             |
| Aleksandr Porsiew                                         | 21 lutego 1986       | Rosja              | Katusha (2016)             |
| Iwan Rowny                                                | 30 września 1987     | Rosja              | Tinkoff (2016)             |
| Aleksiej Rybałkin                                         | 16 listopada 1993    | Rosja              | Lokosphinx (2015)          |
| Iwan Sawickij                                             | 6 marca 1992         | Rosja              | Russian Helicopters (2014) |
| Jewgienij Szałunow                                        | 8 stycznia 1992      | Rosja              | Lokosphinx (2015)          |
| Andriej Sołomiennikow                                     | 10 czerwca 1987      | Rosja              | Itera-Katusha (2012)       |
| Kiriłł Swiesznikow                                        | 10 lutego 1992       | Rosja              | Lokosphinx (2015)          |
| Nikołaj Trusow                                            | 2 lipca 1985         | Rosja              | Tinkoff (2016)             |
| Aleksiej Catiewicz                                        | 5 lipca 1989         | Rosja              | Katusha (2016)             |
| Anton Worobjow                                            | 12 października 1990 | Rosja              | Katusha (2016)             |
| Ajdar Zakarin (1 sty–15 mar)                              | 19 kwietnia 1994     | Rosja              | Itera-Katusha (2014)       |
| Nikołaj Czerkasow (1 sie–31 gru, stażysta)                | 26 września 1996     | Rosja              |                            |
| Jewgienij Kobierniak (1 sie–31 gru, stażysta)             | 24 stycznia 1995     | Rosja              |                            |
| Stiepan Kurjanow (1 sie–31 gru, stażysta)                 | 7 grudnia 1996       | Rosja              |                            |
|                                                           |                      |                    |                            |
| Źródła: ProCyclingStats Cycling Quotient Cycling Archives |                      |                    |                            |

#### Zwycięstwa
| Zwycięstwa | Zwycięstwa                        | Zwycięstwa | Zwycięstwa | Zwycięstwa        | Zwycięstwa |
| Data       | Wyścig                            | Państwo    | Kategoria  | Zwycięzca         |            |
| ---------- | --------------------------------- | ---------- | ---------- | ----------------- | ---------- |
| 11 cze     | Okolo Slovenska, 4. etap          | Słowacja   | 2.1        | Iwan Sawickij     |            |
| 25 cze     | Mistrzostwa Rosji – start wspólny | Rosja      | CN         | Aleksandr Porsiew |            |

### 2016

#### Skład
| Skład drużyny 2016                       | Skład drużyny 2016 | Skład drużyny 2016 | Skład drużyny 2016         |
| Imię i nazwisko                          | Data urodzenia     | Państwo            | Poprzednia grupa           |
| ---------------------------------------- | ------------------ | ------------------ | -------------------------- |
| Ildar Arsłanow                           | 6 kwietnia 1994    | Rosja              | Itera-Katusha (2014)       |
| Igor Bojew                               | 22 listopada 1989  | Rosja              | Itera-Katusha (2012)       |
| Artur Jerszow                            | 7 marca 1990       | Rosja              | Lokomotiv (2009)           |
| Aleksandr Jewtuszenko                    | 30 czerwca 1993    | Rosja              | Russian Helicopters (2014) |
| Siergiej Firsanow                        | 3 lipca 1982       | Rosja              | Itera-Katusha (2011)       |
| Aleksandr Foliforow                      | 8 marca 1992       | Rosja              | Itera-Katusha (2014)       |
| Aleksandr Kołobniew                      | 4 maja 1981        | Rosja              | Katusha (2015)             |
| Aleksiej Kurbatow                        | 9 maja 1994        | Rosja              | Russian Helicopters (2014) |
| Roman Kustadinczew                       | 3 sierpnia 1995    | Rosja              | Russian Helicopters (2014) |
| Roman Majkin                             | 14 sierpnia 1990   | Rosja              | Itera-Katusha (2010)       |
| Wiktor Manakow                           | 9 czerwca 1992     | Rosja              | Leopard Development (2015) |
| Siergiej Nikołajew                       | 5 lutego 1988      | Rosja              | Itera-Katusha (2015)       |
| Artiom Nycz                              | 21 marca 1995      | Rosja              | Russian Helicopters (2014) |
| Artiom Owieczkin                         | 11 lipca 1986      | Rosja              | Katusha (2011)             |
| Aleksiej Rybałkin                        | 16 listopada 1993  | Rosja              | Lokosphinx (2015)          |
| Iwan Sawickij                            | 6 marca 1992       | Rosja              | Russian Helicopters (2014) |
| Aleksandr Sierow                         | 12 listopada 1982  | Rosja              | Katusha (2009)             |
| Jewgienij Szałunow                       | 8 stycznia 1992    | Rosja              | Lokosphinx (2015)          |
| Andriej Sołomiennikow                    | 10 czerwca 1987    | Rosja              | Itera-Katusha (2012)       |
| Mamyr Stasz                              | 4 maja 1993        | Rosja              | Itera-Katusha (2014)       |
| Kiriłł Swiesznikow                       | 10 lutego 1992     | Rosja              | Lokosphinx (2015)          |
| Ajdar Zakarin                            | 19 kwietnia 1994   | Rosja              | Itera-Katusha (2014)       |
|                                          |                    |                    |                            |
| Źródła: ProCyclingStats Cycling Archives |                    |                    |                            |

#### Zwycięstwa
| Zwycięstwa    | Zwycięstwa                                                          | Zwycięstwa | Zwycięstwa | Zwycięstwa          | Zwycięstwa |
| Data          | Wyścig                                                              | Państwo    | Kategoria  | Zwycięzca           |            |
| ------------- | ------------------------------------------------------------------- | ---------- | ---------- | ------------------- | ---------- |
| 24 mar        | Settimana Internazionale di Coppi e Bartali, 1. b etap              | Włochy     | 2.1        | Gazprom-RusVelo     |            |
| 25 mar        | Settimana Internazionale di Coppi e Bartali, 2. etap                | Włochy     | 2.1        | Siergiej Firsanow   |            |
| 27 marca 2016 | Settimana Internazionale di Coppi e Bartali, klasyfikacja generalna | Włochy     | 2.1        | Siergiej Firsanow   |            |
| 17 kwi        | Giro dell’Appennino                                                 | Włochy     | 1.1        | Siergiej Firsanow   |            |
| 22 maj        | Giro d'Italia, 15. etap                                             | Włochy     | 2.UWT      | Aleksandr Foliforow |            |
| 28 maj        | Tour of Estonia, 2. etap                                            | Estonia    | 2.1        | Roman Majkin        |            |
| 26 cze        | Mistrzostwa Rosji U23 – start wspólny                               | Rosja      | CN         | Artiom Nycz         |            |
| 17 sie        | Tour du Limousin, 2. etap                                           | Francja    | 2.1        | Roman Majkin        |            |

### 2015

#### Skład
| Skład drużyny 2015                | Skład drużyny 2015 | Skład drużyny 2015 | Skład drużyny 2015                  |
| Imię i nazwisko                   | Data urodzenia     | Państwo            | Poprzednia grupa                    |
| --------------------------------- | ------------------ | ------------------ | ----------------------------------- |
| Ildar Arsłanow                    | 6 kwietnia 1994    | Rosja              | Itera-Katusha (2014)                |
| Iwan Bałykin                      | 26 listopada 1990  | Rosja              |                                     |
| Igor Bojew                        | 22 listopada 1989  | Rosja              | Itera-Katusha (2012)                |
| Artur Jerszow                     | 7 marca 1990       | Rosja              | Lokomotiv (2009)                    |
| Aleksandr Jewtuszenko             | 30 czerwca 1993    | Rosja              | Russian Helicopters (2014)          |
| Siergiej Firsanow                 | 3 lipca 1982       | Rosja              | Itera-Katusha (2011)                |
| Aleksandr Foliforow               | 8 marca 1992       | Rosja              | Itera-Katusha (2014)                |
| Piotr Ignatienko (1 sty–10 cze)   | 27 września 1987   | Rosja              | Katusha (2014)                      |
| Aleksandr Komin                   | 12 kwietnia 1995   | Rosja              | Russian Helicopters (2014)          |
| Aleksiej Kurbatow (18 cze–31 gru) | 9 maja 1994        | Rosja              | Russian Helicopters (2014)          |
| Roman Kustadinczew                | 3 sierpnia 1995    | Rosja              | Russian Helicopters (2014)          |
| Roman Majkin                      | 14 sierpnia 1990   | Rosja              | Itera-Katusha (2010)                |
| Siergiej Nikołajew (1 sie–31 gru) | 5 lutego 1988      | Rosja              | Itera-Katusha (2015)                |
| Artiom Nycz                       | 21 marca 1995      | Rosja              | Russian Helicopters (2014)          |
| Artiom Owieczkin                  | 11 lipca 1986      | Rosja              | Katusha (2011)                      |
| Kiriłł Pozdniakow                 | 20 stycznia 1989   | Rosja              | Synergy Baku Cycling Project (2013) |
| Aleksandr Rybakow                 | 17 maja 1988       | Rosja              | Katusha (2014)                      |
| Iwan Sawickij (15 cze–31 gru)     | 6 marca 1992       | Rosja              | Russian Helicopters (2014)          |
| Aleksandr Sierow                  | 12 listopada 1982  | Rosja              | Katusha (2009)                      |
| Andriej Sołomiennikow             | 10 czerwca 1987    | Rosja              | Itera-Katusha (2012)                |
| Mamyr Stasz                       | 4 maja 1993        | Rosja              | Itera-Katusha (2014)                |
|                                   |                    |                    |                                     |
| Źródło: ProCyclingStats           |                    |                    |                                     |